# Nuevo Estadio de Ebebiyín
 (avril 2025).
Si vous disposez d'ouvrages ou d'articles de référence ou si vous connaissez des sites web de qualité traitant du thème abordé ici, merci de compléter l'article en donnant les références utiles à sa vérifiabilité et en les liant à la section « Notes et références ».
Le Stade de Ebebiyín est un stade à usages multiples situé à Ebebiyín, dans la partie continentale de la Guinée équatoriale. Le stade, achevé en 2014, a une capacité initiale de cinq mille personnes. 

## Histoire
- En 2014, la CAF décide du choix de ce stade pour la CAN de janvier 2015.

## Le stade
Il s'agissait d'un projet clé en main. Le stade est tout neuf, moderne mais petit par rapport à la dimension de la ville, puisqu’il ne peut accueillir que cinq mille spectateurs. Les finales des coupes nationales hommes et femmes y ont été disputées cette année. 

### Équipements et infrastructures
- Pelouse est en gazon naturel
- Piste d’athlétisme
- Les sièges dans les tribunes
- Le stade est conforme aux nouvelles normes de la FIFA
- Éclairage de la pelouse